# Università di Shenzhen
Università di Shenzhen (Cinese tradizionale: 深圳大學 cinese semplificato: 深圳大学) è l'università pubblica principale della città cinese di Shenzhen, nella provincia di Guangdong. Fondata nel 1983, si trova nella distretto di Nanshan ed è dotata di due campus, il campus di Yuehai e il campus di Lihu.

## Alunni famosi
- Ma Huateng, imprenditore cinese, fondatore di Tencent.

## Galleria d'immagini

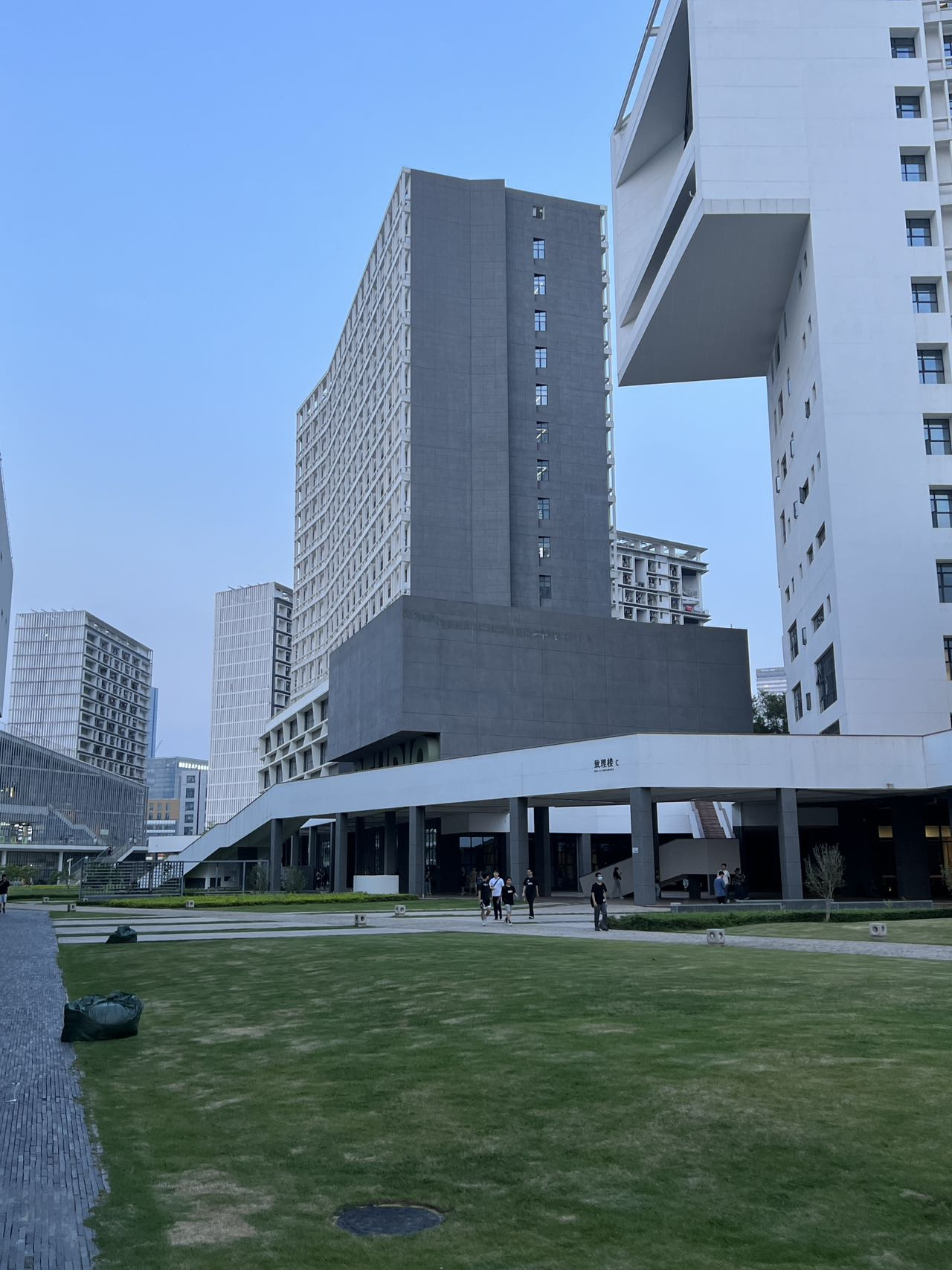
Zona Sud
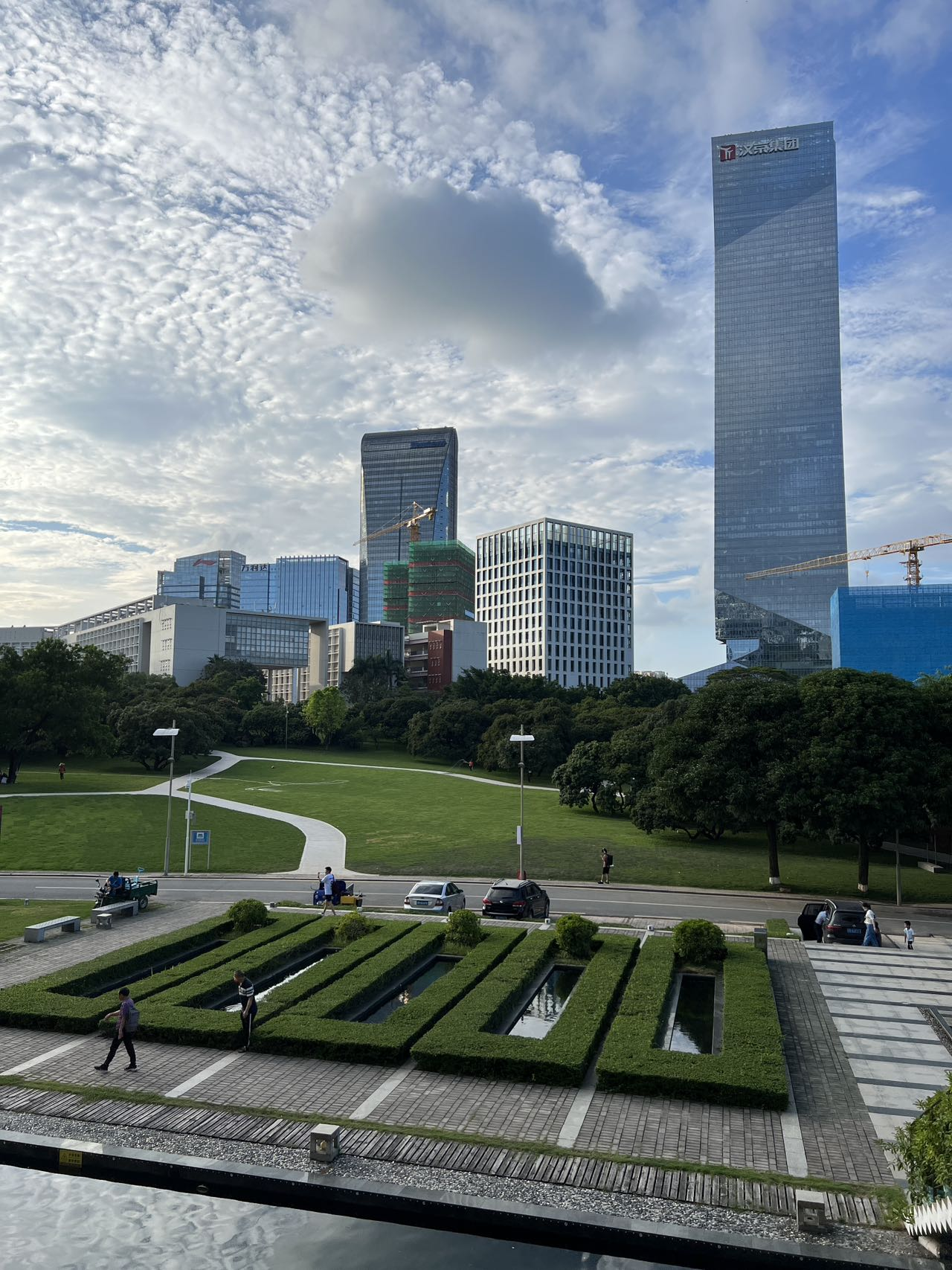
Edificio di Lettere
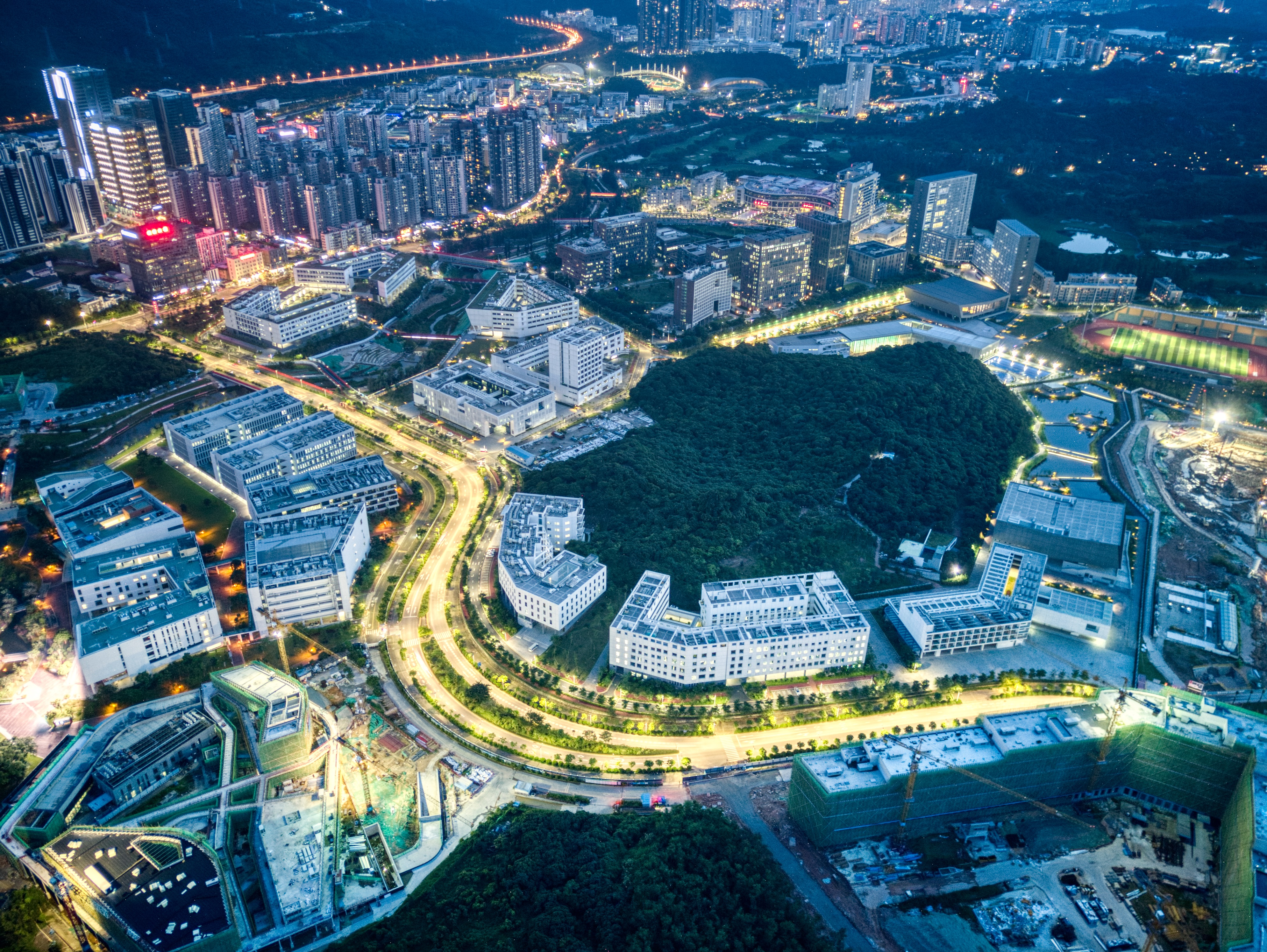
Vista notturna
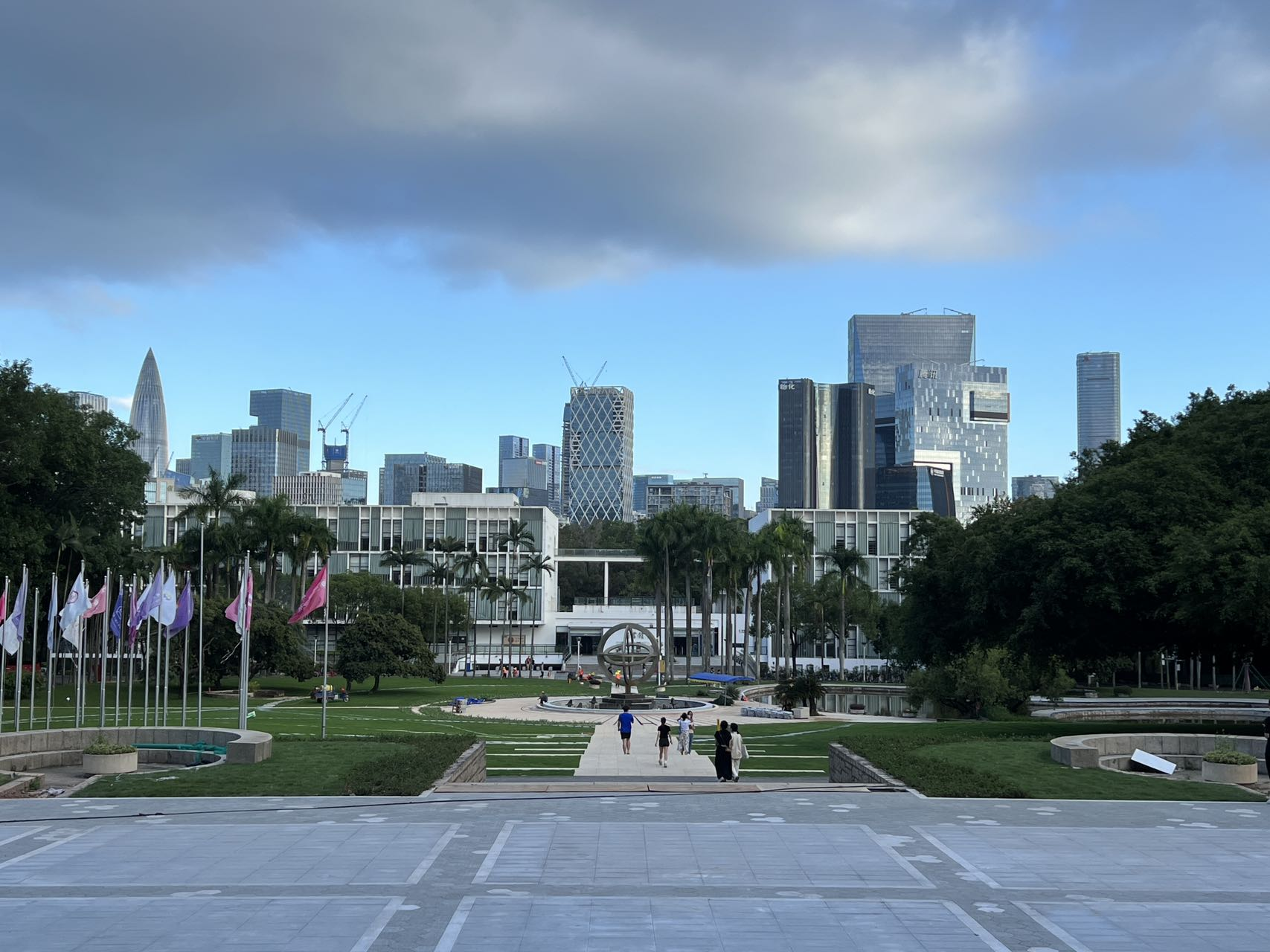
Biblioteca Sud